# Appaloosa (pel·lícula)
Appaloosa és una pel·lícula western estatunidenca del 2008 basada en la novel·la de 2005 Appaloosa de l'escriptor de crims Robert B. Parker. Dirigida per Ed Harris i coescrit per Harris i Robert Knott, Appaloosa és protagonitzada per Harris juntament amb Viggo Mortensen, Renée Zellweger i Jeremy Irons. La pel·lícula es va estrenar al Festival Internacional de Cinema de Toronto de 2008 i es va estrenar a ciutats seleccionades el 19 de setembre de 2008, després es va expandir per a una estrena àmplia el 3 d'octubre de 2008. Ha estat doblada al català.

## Trama
El 1882, el petit poble d'Appaloosa, Nou Mèxic, està sent aterroritzat pel ramader local Randall Bragg, que va matar el xeriff de la ciutat, Jack Bell, i dos ajudants quan van anar al ranxo de Bragg per arrestar dos homes. La ciutat contracta al pacificador Virgil Cole i el seu ajudant Everett Hitch per protegir i recuperar el control de la ciutat. La parella està d'acord amb una condició: que la ciutat segueixi la llei de Cole i, essencialment, li cedeix el control. Els agents de la llei comencen enfrontant-se a quatre dels homes de Bragg que estan causant un disturbi al saló. Tres homes es neguen a deixar-se arrestar, obligant Cole i Hitch a matar-los. El quart home es rendeix i surt del saló. Bragg té una reunió amb Cole i Hitch, iniciant un enfrontament.
Hitch veu una dona, Allison "Allie" French, una jove vídua, que acaba d'arribar a la ciutat i immediatament s'interessa per ella. La segueix fins al menjador on Cole està esmorzant. Es coneixen amb ella i observant que Cole i l'Allie s'entenen bé, Hitch guarda silenci. Aviat, Cole i Allie inicien una relació romàntica i compren una casa junts. No obstant això, Allie intenta seduir Hitch quan estan sols, però Hitch rebutja els seus avenços per lleialtat a Cole.
Quan un dels homes de Bragg diu a Cole i Hitch que testificarà contra Bragg en el cas del triple assassinat, arresten Bragg i el mantenen tancat fins al judici malgrat els intents de la banda de Bragg per alliberar-lo. El judici el declara culpable i el condemna a mort. Cole i Hitch s'uneixen al xerif Clyde Stringer i un adjunt abans de transportar Bragg en tren a la presó on l'han de penjar. Quan el motor fa una parada d'aigua sobre un pont, els pistolers de lloguer Ring i Mackie Shelton, vells coneguts de Cole, apareixen amb Allie com a ostatge. A punta de pistola, obliguen a Cole a alliberar Bragg.
Cole i Hitch capturen els proscrits i veuen l'Allie i Ring Shelton jugant nus junts a un rierol. Quan els proscrits són atacats pels chiricahua, Cole i Hitch obliguen els nadius americans a allunyar-se. Hitch li diu a Cole que la promiscuïtat de l'Allie és el resultat de la seva inseguretat i que a ella li agrada molt en Cole. Llavors donen Bragg al xèrif de Beauville; sense que en Cole ho sàpiga, el xèrif és un cosí dels germans Shelton. Sabent que Cole està decidit a portar Bragg a la forca, els Shelton i el xèrif alliberen Bragg i s'enfronten a Cole i Hitch en un tiroteig. Cole i Hitch són ferits però aconsegueixen matar Ring, Mackie i el xèrif. Bragg s'escapa a cavall i Cole i Hitch tornen a Appaloosa amb Allie.
Al cap d'un temps, el president Chester Arthur li concedeix el perdó total a Bragg (a qui abans afirmava haver conegut) i torna a Appaloosa en un intent de reformar-se públicament. Compra l'hotel i es congracia amb la gent del lloc. En privat, presumeix davant Cole i Hitch per enfurir-los pel fet que no el van penjar. En Cole li diu a Hitch que encara vol estar amb l'Allie, malgrat la seva inconstancia. Hitch decideix abandonar la ciutat per guanyar diners i dimiteix com a ajudant. Més tard descobreix que Allie té una relació amb Bragg i el desafia a un duel. Cole intenta aturar-lo, però Hitch es manté ferm i li demana a Cole que permeti que es produeixi el tiroteig. Hitch aconsegueix disparar primer en Bragg al pit i el mata. Hitch marxa de la ciutat, veient que Allie i Cole estan junts; els seus pensaments compartits expressen la seva esperança que Cole pugui trobar la felicitat amb Allie i per ell, amb molt de gust entra en la incertesa amb l'esperança de trobar aventura i fortuna.

## Repartiment
- Ed Harris com Virgil Cole
- Viggo Mortensen com a Everett Hitch
- Renée Zellweger com Allie French
- Jeremy Irons com a Randall Bragg
- Lance Henriksen com a Ring Shelton
- Adam Nelson com a Mackie Shelton
- Timothy Spall com a Phil Olson
- Ariadna Gil com a Katie
- James Gammon com a Earl May
- Tom Bower com a Abner Raines
- Rex Linn com el xèrif Clyde Stringer
- Corby Griesenbeck com el diputat Charlie Tewksbury
- Timothy V. Murphy com a Vince Sullivan
- Agathe Golaszewska com a Kid
- Makenzie Vega com a truc

Bob Harris, el pare d'Ed Harris, té un petit paper com el jutge Elias Callison.

## Producció
Appaloosa marca la segona sortida d'Ed Harris com a director, després de la pel·lícula biogràfica de 2000 Pollock: La vida d'un creador, que també va protagonitzar; Harris va coescriure i coproduir Appaloosa amb Robert Knott. El pressupost d' Appaloosa fou de 20 millions de dòlars dels Estats Units i el rodatge es va dur a terme des d'octubre. 1, 2007, al 24 de novembre de 2007, al voltant d'Albuquerque i Santa Fe (Nou Mèxic), i Austin, Texas. Harris va ser atret per la novel·la més venuda de Robert B. Parker perquè es va construir com un western clàssic, però incloïa temes criminals encara rellevants per la societat contemporània. Va comprar els drets de la novel·la i va contractar a Parker per adaptar el seu llibre a un guió. Harris, que també interpreta Virgil Cole, volia fer la pel·lícula a l'estil antic de pel·lícules com El tren de les 3:10 (1957), My Darling Clementine i L'home que va matar Liberty Valance, en lloc d'un enfocament revisionista. Harris també va reconèixer el repte de fer una pel·lícula western d'èxit, dient: "Podeu comptar amb una mà, o potser amb mitja mà, el nombre de westerns que han estat èxits de taquilla en el passat recent." La producció d'Appaloosa es va alentir quan New Line Cinema i els productors es van preocupar per les perspectives de taquilla d'un western durant una temporada amb èxits de taquilla tan esperats com El cavaller fosc. Diane Lane va signar originalment per interpretar Allie French, però va deixar el projecte quan la pel·lícula es va estancar. La pel·lícula va tornar a funcionar a causa de l'èxit de la sèrie Deadwood a HBO i el remake El tren de les 3:10 (2007). Renée Zellweger fou contratada per substituir Lane.
A Harris li agradava treballar amb Viggo Mortensen a Una història de violència i el tenia al cap pel paper d'Everett Hitch. Mentre publicitava Una història de violència al Festival Internacional de Cinema de Toronto, Harris va lliurar a Mortensen una còpia de la novel·la i li va demanar que la llegís i considerés interpretar el paper. Harris va dir que era "una proposta totalment incòmoda, lliurar un llibre com aquest a un altre actor", però Mortensen va acceptar participar després de respondre bé al personatge i a la dinàmica de relació entre els dos personatges. Harris va dir que volia fer la pel·lícula perquè se sentia atret per la "camaradesa no parlada" de Virgil Cole i Everett Hitch. "Tot i que fa anys que porten molts anys junts, no són massa íntims, però es coneixen. A part dels esports, o de ser policia, no se m'acut cap altra situació on es produeixi una amistat com aquesta." Mortensen es va sentir de la mateixa manera, dient: "M'agrada muntar a cavall i m'agraden els westerns, però n'hi ha molts de dolents. El que diferencia aquest és com el els personatges estan una mica més vigilats." Mortensen va estudiar els dibuixos de Frederic Remington i altres imatges del Far West per entrar en el personatge i dominar la manera adequada de posicionar-se durant un tiroteig.
El DVD inclou una sèrie de bonificacions addicionals, inclosa "Dean Semler's Return to the Western." Tot i que el director de fotografia Semler ha estat un pioner en el rodatge de pel·lícules digitals, es va alegrar d'aquesta oportunitat especial de rodar un western tradicional a l'antiga utilitzant la tecnologia clàssica de pel·lícules.

## Banda sonora
La banda sonora d' Appaloosa fou estrenada el 30 de setembre de 2008.
| Núm.          | Títol                               | Artista                               | Durada |
| ------------- | ----------------------------------- | ------------------------------------- | ------ |
| 1.            | «Appaloosa Main Title»              | Jeff Beal                             | 2:12   |
| 2.            | «New City Marshal»                  | Jeff Beal                             | 1:47   |
| 3.            | «Bragg's Theme»                     | Jeff Beal                             | 0:45   |
| 4.            | «Allison French»                    | Jeff Beal                             | 1:50   |
| 5.            | «Allie Teases Virgil»               | Jeff Beal                             | 0:40   |
| 6.            | «Dawn In Appaloosa»                 | Jeff Beal                             | 1:45   |
| 7.            | «Cole and Hitch Stalk Bragg»        | Jeff Beal                             | 1:22   |
| 8.            | «Bragg is Captured»                 | Jeff Beal                             | 3:05   |
| 9.            | «Apology Accepted»                  | Jeff Beal                             | 1:27   |
| 10.           | «The Kiss»                          | Jeff Beal                             | 2:31   |
| 11.           | «Readin' and Writin'»               | Jeff Beal                             | 1:52   |
| 12.           | «Allie is Kidnapped»                | Jeff Beal                             | 2:52   |
| 13.           | «Cole Ponders»                      | Jeff Beal                             | 1:04   |
| 14.           | «Hitch Rides»                       | Jeff Beal                             | 1:39   |
| 15.           | «Finding Allie»                     | Jeff Beal                             | 1:24   |
| 16.           | «The Indian Attack»                 | Jeff Beal                             | 1:39   |
| 17.           | «The Horse Trade»                   | Jeff Beal                             | 3:54   |
| 18.           | «Riding Into Rio Seco»              | Jeff Beal                             | 0:47   |
| 19.           | «Ballad of Rio Seco»                | Jeff Beal                             | 2:38   |
| 20.           | «Shootout at Rio Seco»              | Jeff Beal                             | 2:27   |
| 21.           | «Allie Goes Upstairs»               | Jeff Beal                             | 0:57   |
| 22.           | «Hitch Settles a Score»             | Jeff Beal                             | 2:44   |
| 23.           | «Riding Off, Appaloosa End Credits» | Jeff Beal                             | 3:45   |
| 24.           | «You'll Never Leave My Heart»       | Jeff Beal featuring Ed Harris         | 4:30   |
| 25.           | «Ain't Nothin' Like a Friend»       | Jeff Beal featuring Donald Rubinstein | 3:01   |
| Durada total: | Durada total:                       | Durada total:                         | 52:25  |

## Recepció
A Rotten Tomatoes, Appaloosa té una puntuació d'aprovació del 76% basada en 163 ressenyes. El consens diu: "Un western tradicional, Appaloosa es diferencia amb una psicologia intel·ligent, un triangle amorós intrigant i una bona química entre els protagonistes".
Les primeres crítiques d'Appaloosa al Fesetival Internacional de Cinema de Toronto de 2008 eren tèbies. Brad Frenette del National Post va dir que "la pel·lícula se sent el doble dels seus 114 minuts de durada, però Appaloosa es redimeix a través de moments inesperats de lleugeresa, la direcció constant de Harris i el Déu entre els homes, Lance Henriksen." Frenette també va dir que Renee Zellweger és "sobretot un bust" i Viggo Mortensen "supura bé." La ressenyadora de Popjournalism Sarah Gopaul va dir que Harris i Mortensen passen massa temps parlant i discutint els seus sentiments, cosa que fa que la pel·lícula fos massa lleugera per al gènere western. Gopaul va dir que Ed Harris i Viggo Mortensen oferien actuacions dignes i que el personatge de Renee Zellweger té més profunditat que l'interès romàntic tradicional per un western. El crític de The New Yorker David Denby la va anomenar "un western tradicionalista ben fet, satisfactori i amb algunes peculiaritats i girs estranys.”
La pel·lícula va aparèixer a les deu millors llistes de la crítica de les millors pel·lícules del 2008. Ray Bennett de The Hollywood Reporter la va nomenar la vuitena millor pel·lícula del 2008, i Mike Russell de The Oregonian la va nomenar la 10a millor pel·lícula del 2008.